# زروند
زروند، روستایی از توابع بخش طاغنکوه شهرستان نیشابور در استان خراسان رضوی ایران است. همچنین زروند اکنون مزرعه ای از شهر کدکن شهرستان تربت حیدریه است که قبل از حمله مغول روستایی بوده که شیخ فریدالدین محمد عطار نیشابوری در آنجا به دنیا آمد و اکنون مزار پدرش شیخ ابراهیم در آنجاست.

## جمعیت
این روستا در دهستان طاغنکوه جنوبی قرار دارد و براساس سرشماری مرکز آمار ایران در سال ۱۳۸۵، جمعیت آن 135 نفربه اضافه یک نفر (31خانوار) بوده‌است.

## جغرافیایی و شغل
نزدیکترین روستا های همجوار عبارت اند از:روستای شوریاب-روستای دستجرد-روستای شورورز و شورگشت میتوان نام برد.محصول کشاورزی روستای زروند گندم و جو و هندوانه میباشد که به صورت دیم محصولاتشان را کشت میکنند. و علاوه بر کار کشاورزی به پرورش دام نیز مشغول هستند